# Sint-Antoniuskerk (Praag)

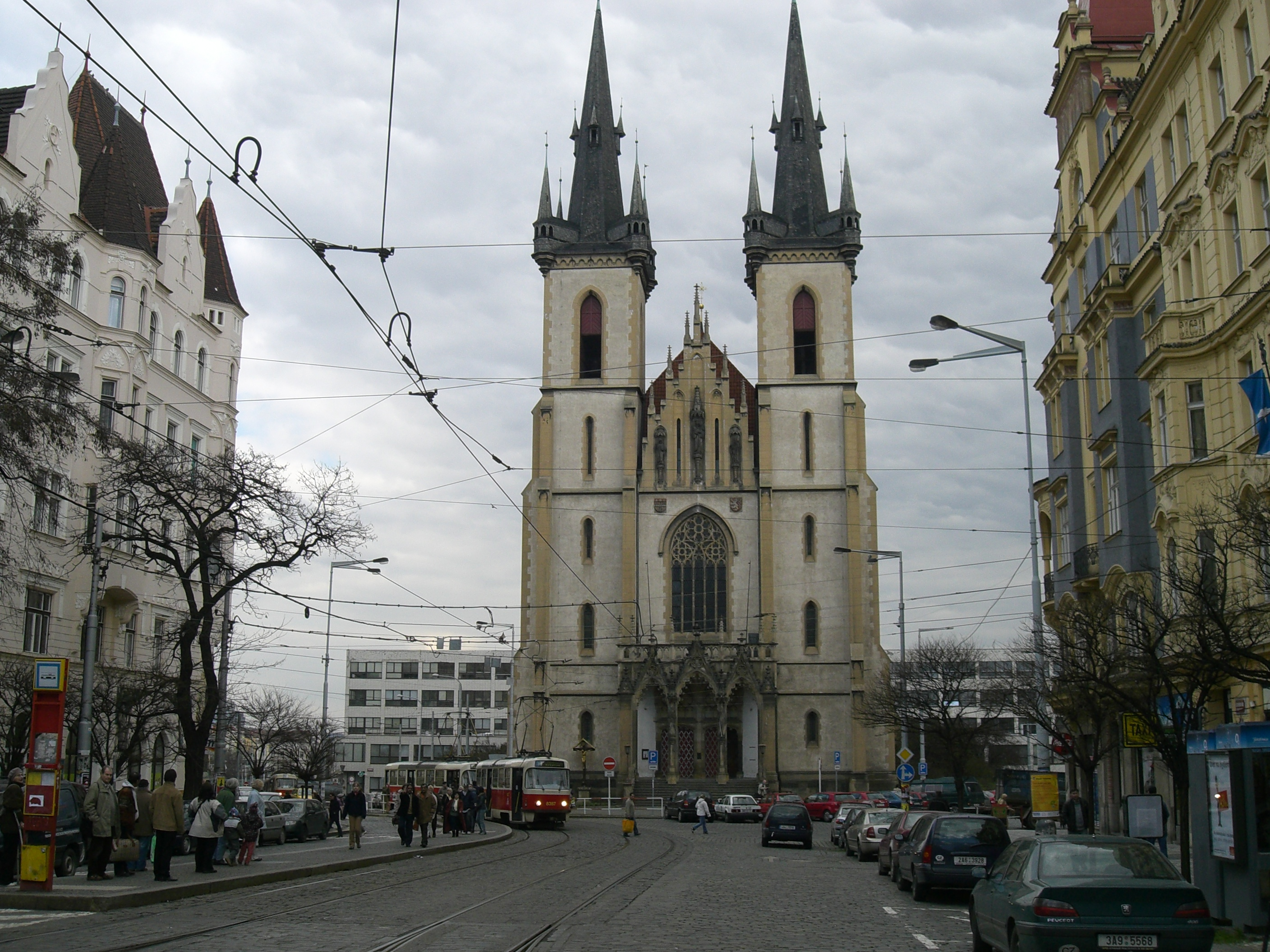
De Sint-Antoniuskerk

De Sint-Antoniuskerk (Tsjechisch: Kostel svatého Antonína z Padovy, letterlijk Kerk van de heilige Antonius van Padua) is een kerk in de wijk Holešovice van de Tsjechische hoofdstad Praag. De kerk, gelegen aan het Strossmayerovo náměstí (Strossmayerplein), is tussen 1908 en 1911 in neogotische stijl gebouwd naar ontwerp van de architect František Mikš. De kerk bezit twee torens, die beide 63 meter hoog zijn.